# Hertnek
Hertnek (szlovákul: Hertník) község Szlovákiában, az Eperjesi kerület Bártfai járásában.

## Fekvése
Bártfától 10 km-re délre fekszik.

## Története
1351-ben említik először.

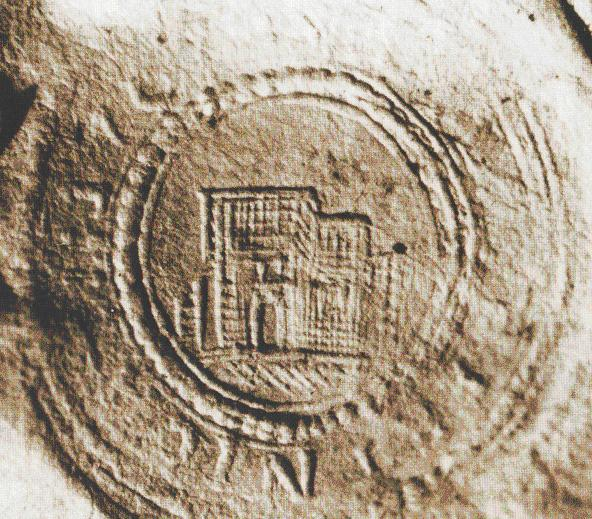
Hertnek pecsétje 1787-ből

16. századi reneszánsz udvarházát gróf Forgách Simon nagy költséggel kastéllyá alakította át, 1598-ban már így említik. A kastély uradalmi központ és a család kedvelt tartózkodási helye volt. Később az anhalti herceg tulajdona lett.
A 18. század végén Vályi András így ír róla: „HERTNEK. Hernknektből származott, elegyes tót falu Sáros Várm. földes Ura G. Forgács Uraság, lakosai katolikusok, fekszik az Ország úttyában, Bártfához 1 mértföldnyire, ’s az Uraságnak kastéllyával, és jeles kertyével ékes, határja nem igen termékeny, erdeje nagy, mellyből zsindelyeket tsinálnak lakosai, réttye, legelője van.”
Fényes Elek 1851-ben kiadott geográfiai szótárában így ír a faluról: „Hertnek, tót falu, Sáros vmegyében, ut. p. Bártfához délre 1 mfldnyire, az eperjesi postautban, 750 kath., 5 evang., 1 ref., 15 zsidó lak. Gyönyörű fenyves erdő. Zsindelykészités. F. u. gr. Forgács; s feje egy uradalomnak.”
A trianoni diktátum előtt Sáros vármegye Bártfai járásához tartozott.

## Népessége
| Év:            | 1994. | 2004.   | 2014.   | 2024.   |
| -------------- | ----- | ------- | ------- | ------- |
| Emberek száma: | 970   | 1004    | 1025    | 1010    |
| Eltérés:       |       | +3,50 % | +2,09 % | -1,46 % |

| Év:            | 2023. | 2024.   |
| -------------- | ----- | ------- |
| Emberek száma: | 1005  | 1010    |
| Eltérés:       |       | +0,49 % |

1910-ben 800, túlnyomórészt szlovák lakosa volt.
2001-ben 981 lakosából 955 szlovák volt.
2011-ben 1042 lakosából 984 szlovák.

## Néprajza
A faluban több gabonatartó is fennmaradt fatörzsből, míg másutt ez ritkaságszámba megy.

## Nevezetességei
- Alexandriai Szent Katalin tiszteletére szentelt római katolikus templomát 1612-ben gróf Forgách Zsigmond építtette.

## Híres emberek
- Itt hunyt el 1598. szeptember 24-én gróf Forgách Simon királyi főpohárnokmester, dunántúli főkapitány.